# Nash-Healey
Nash-Healey − luksusowy samochód sportowy produkowany przez amerykańskie przedsiębiorstwo Nash Motors we współpracy z brytyjskim Donald Healey Motor Company w latach 1951–1954.

## Historia
Nash-Healey został wprowadzony do sprzedaży w lutym 1951 roku. Samochód powstał na skutek nawiązanej współpracy między amerykańskim przedsiębiorstwem Nash Motors a brytyjskim kierowcą sportowym i konstruktorem Donaldem Healeyem, która wynikła ze spotkania Healeya na statku z prezesem Nash Motors George’em Masonem. Miał on pełnić rolę luksusowego samochodu sportowego budującego wizerunek marki Nash (ang. halo car). Był on zarazem pierwszym amerykańskim samochodem sportowym produkowanym w większej liczbie przez dużego producenta od lat 20. XX wieku. Powstawał przez połączenie silnika i układu napędowego Nash z brytyjskim podwoziem i nadwoziem, stylizowanym w sposób typowy dla samochodów Nash. W pierwszym roku produkcji miał owalną atrapę chłodnicy z pionowymi żebrami, podobną do wprowadzonej w tym roku w większych modelach tej marki Ambasador i Statesman. Pośrodku atrapy był medalion fabryczny Nasha. 

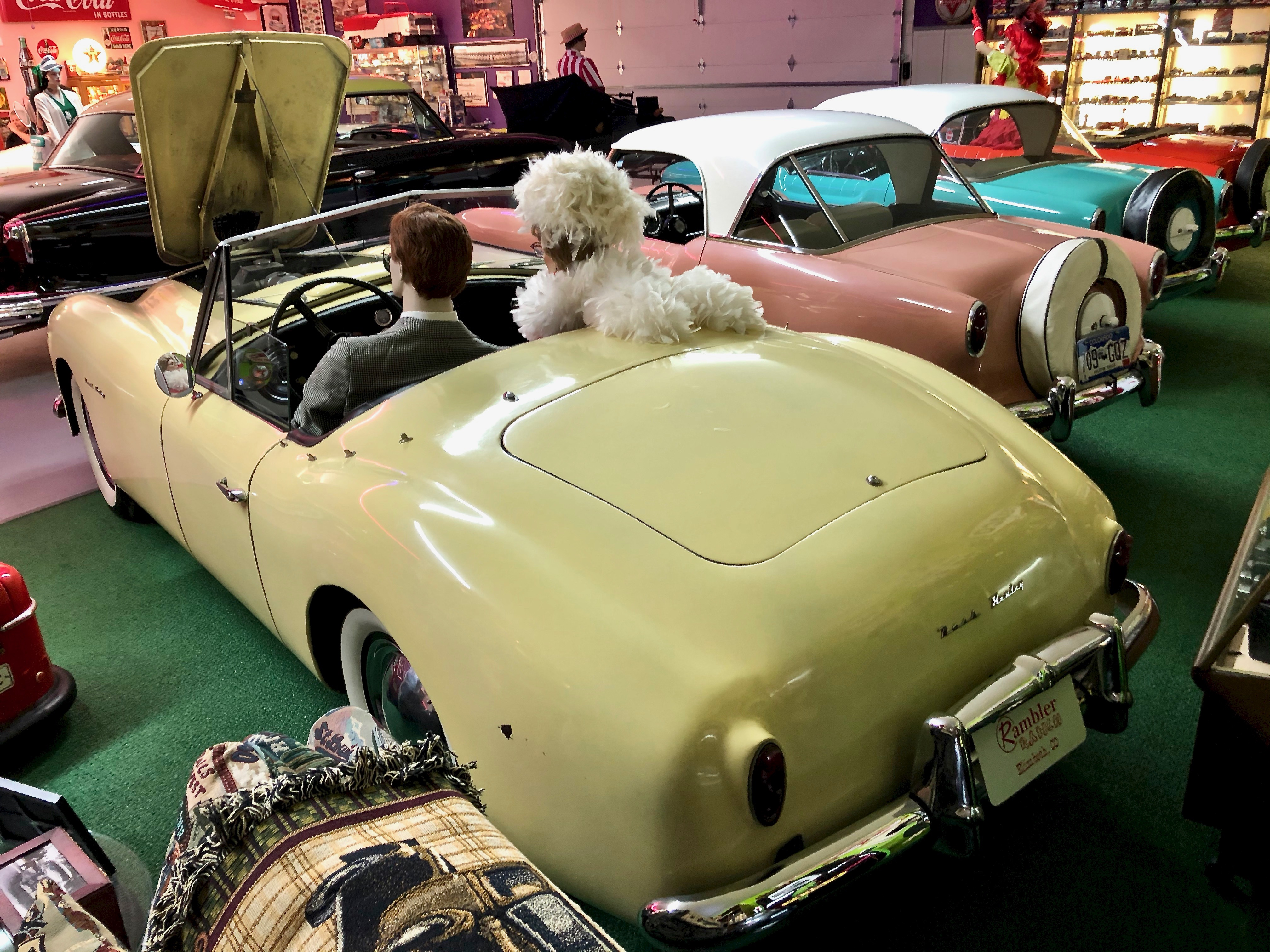
Nash-Healey z 1951 od tyłu

Samochód miał nadwozie typowego sportowego niskiego dwudrzwiowego dwumiejscowego roadstera, z reflektorami na przedłużeniu błotników, których górna linia opadała lekko w kierunku drzwi, a następnie wznosiła się nad tylnymi kołami, schodząc w dół w opływowy sposób. Maska nad silnikiem z przodu była wyraźnie wyodrębniona optycznie od błotników, a na jej szczycie znajdował się chwyt powietrza. Nadwozie było wykonane z aluminium. Kanapa o szerokości 135 cm i deska przyrządów były luksusowo wykończone angielską skórą. Samochód wyposażony był w rozkładany dach z tkaniny, szyby boczne z tworzywa chowane były w drzwi.
Samochód był napędzany przez 6-cylindrowy rzędowy silnik dolnozaworowy o pojemności 3,8 l (234,8 cala sześciennego). Silnik ten był dzielony z modelem Ambassador, lecz dzięki nowej głowicy z wyższym stopniem sprężania 8,1:1 rozwijał większą moc brutto 125 KM. Wyposażono go w dwa brytyjskie gaźniki S.U. Napęd przenoszony był na tylną oś poprzez trzybiegową skrzynię mechaniczną, za dopłatą dostępny był nadbieg. Koła miały rozmiar 6,40×15. Prędkość maksymalna wynosiła około 201 km/h (125 mph).
W pierwszym roku samochód kosztował od 4063 dolarów, a wyprodukowano ich 104. Był najdroższym modelem marki, w cenie porównywalnej np. do luksusowego sedana Cadillac Series 60.

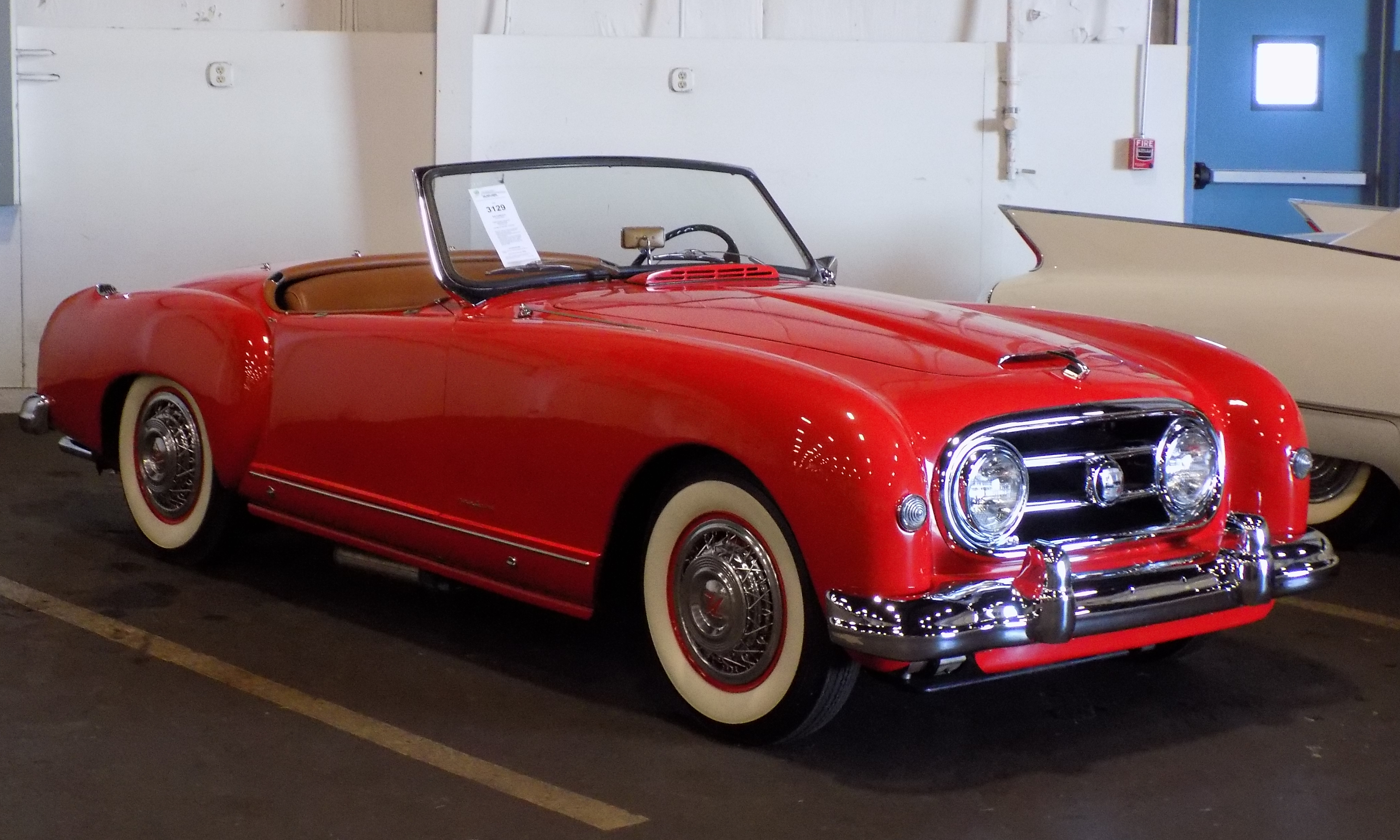
Nash-Healey z 1953

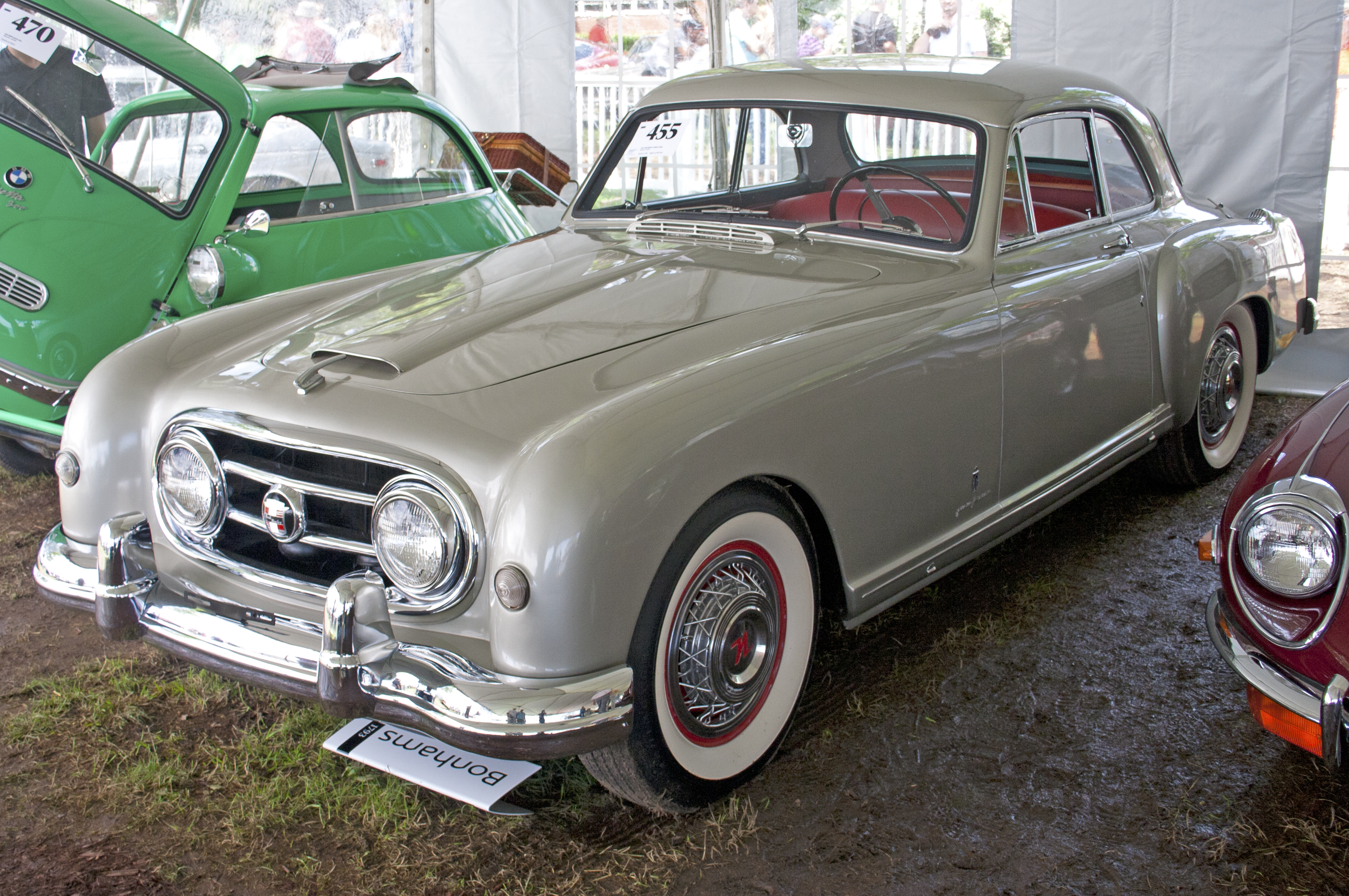
Nash-Healey Le Mans z 1954

W 1952 roku samochód został przestylizowany przez włoskie studio Pininfarina, otrzymując przede wszystkim inny pas przedni, z reflektorami umieszczonymi wewnątrz owalnej atrapy chłodnicy, która oprócz tego składała się z dwóch poziomych grubych poprzeczek i medalionu marki. Z tyłu na błotnikach pojawiły się niewielkie płetwy. Jako opcja pojawił się nowy silnik LeMans Dual Jetfire, również 6-cylindrowy dolnozaworowy, o pojemności 4,1 l (252,6 cal³) i mocy 140 KM. Z powodu skomplikowanej logistyki związanej z transatlantyckim procesem produkcji, cena bazowa wzrosła do 5868 dolarów, a wyprodukowano ich w tym roku 150.
W 1953 roku pojawił się dodatkowo model hardtop coupé Nash-Healey Le Mans. Dopiero w tym roku pojawiła się dla niego amerykańska konkurencja w postaci znacznie tańszego (3513 dolarów) Chevroleta Corvette.
Nash-Healey produkowany był do 1954 roku.